# Gálbano

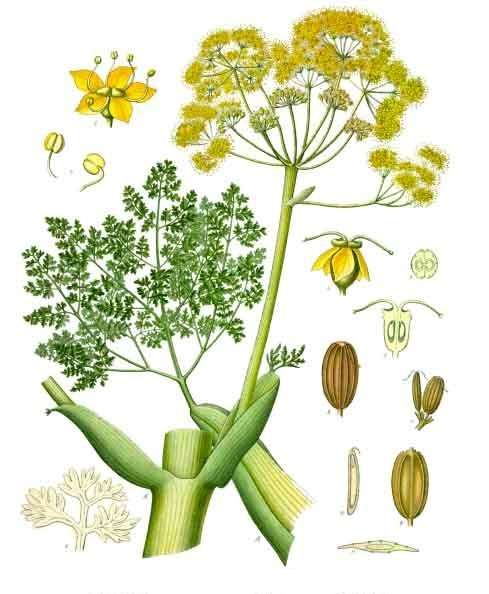
Ferula galbanifera

El gálbano o galbanum es una gomorresina que mana por incisión de la raíz de una planta del mismo nombre, que en latín se denomina Ferula gummosa. 
Crece en Arabia, Siria y en algunos puntos de India. Echa un tallo bastante derecho en cuya extremidad aparecen unas panojas que encierran su simiente parecida en la forma y tamaño, casi a las lentejas. Sus hojas son anchas y dentelladas. 
Se pueden distinguir otras dos clases de gálbano:
- Uno en lágrimas. Se debe escoger en gotitas hermosas de un amarillo dorado exteriormente y solo de un color amarillento hacia el interior, de sabor amargo y de olor fuerte.
- Otro en masa. El mejor gálbano en masa es el que está más cargado de lágrimas o gotas blancas, bien seco, limpio y sin hedor alguno. Este último se puede adulterar fácilmente, poniendo habas machacadas, resina y amoníaco.

Esta droga se usa en la Medicina y entra en la composición de muchos emplastos.